# Helvítismyrkr
Helvítismyrkr è il settimo album in studio della one man band Arckanum, pubblicato il 2011 dalla Season of Mist.

## Tracce
1. Helvitt - 5:32
2. Myrkrin vinna hefnt - 4:59
3. Ór djúpum - 4:55
4. In svarta - 4:44
5. Nifldreki - 6:07
6. Svartr ok þursligr - 4:50
7. Þrúðgelmis hlaut - 4:37
8. Sísoltinn - 13:02

## Formazione
- Shamaatae - voce, tutti gli strumenti